# بيتر دنلوب
بيتر دنلوب (17 مارس 1967 بدبلن في جمهورية أيرلندا - ) (بالإنجليزية: Angus Dunlop)‏ هو لاعب كريكت أيرلندي. شارك مع منتخب أيرلندا للكريكت.